# Clero en la Nueva España
La iglesia católica ha estado siempre presente en la historia de la Nueva España, debido a una razón obvia: la corona del país por el que fueron conquistados, es decir, la corona española, estaba constituida por una hegemonía (supremacía de poder), relacionada con la iglesia. Eran los descendientes de los Reyes católicos quienes estaban en la dirección del país. Y sería Felipe II, rey español, quien alentaría la venida de los primeros clérigos a Nueva España en el siglo XVI.
Fueron ellos, el clero regular, quienes se encargaron de implantar el catolicismo en la región recién conquistada por España. El papel que las órdenes religiosas jugaron dentro de la conquista y la aceptación indígenas de la dominación española es, a menudo, menospreciado cuando se analiza la serie de acontecimientos históricos de esta época, pues suele dársele mayor valor a la parte meramente militar.

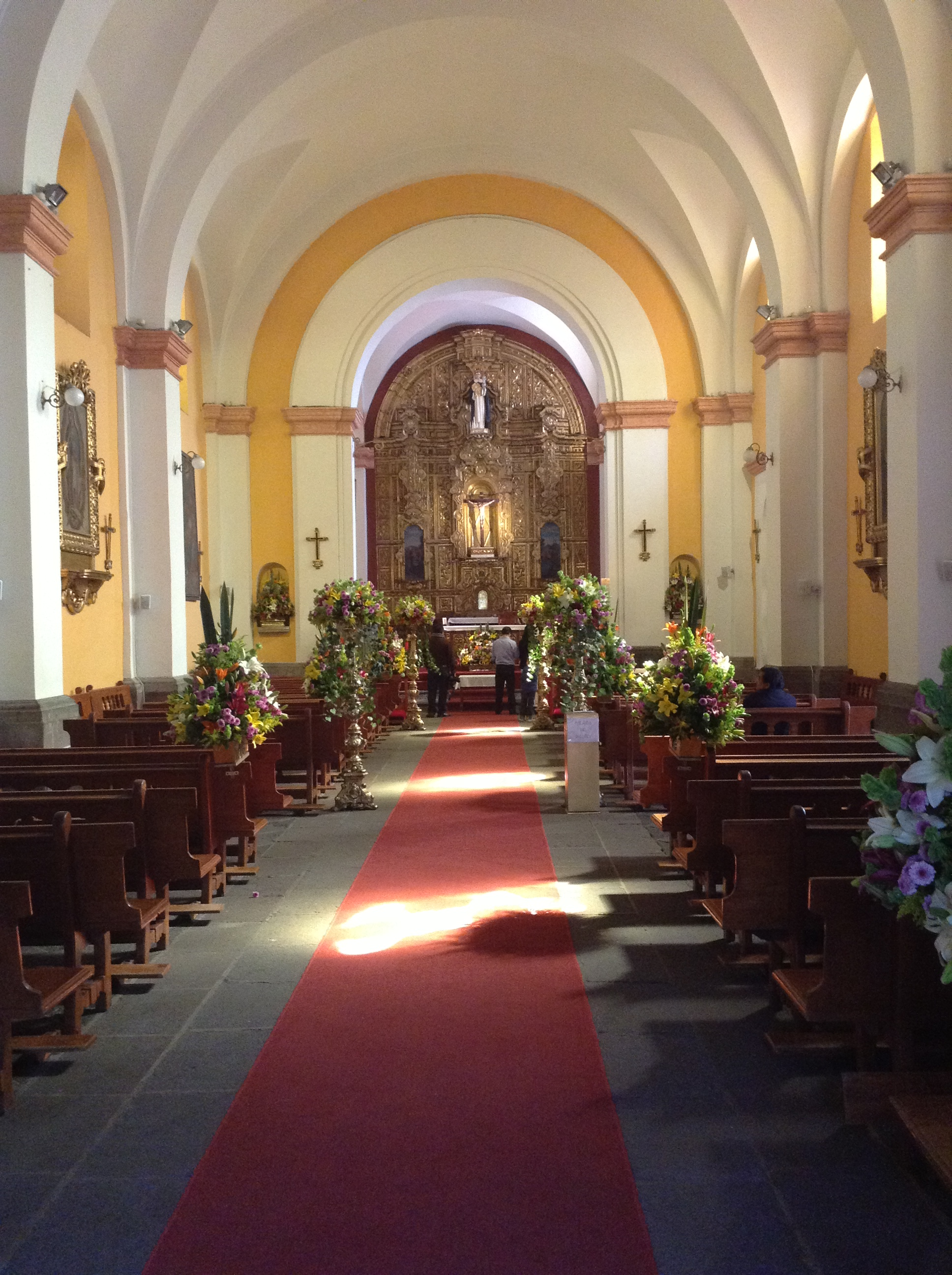
Parroquia construida a finales del, en tiempos de la evangelización. Actualmente, se sigue utilizando para la celebración de la Sagrada Misa.

## Necesidad ideológica
Este colectivo de personas, que en un principio estuvo conformado solo por frailes  y misioneros, tuvo una labor que fue, en realidad, un pilar para la hazaña española, pues fueron ellos quienes se encargaron de la parte ideológica-espiritual de la conquista..
Si bien la religión católica era completamente nueva para el mundo indígena, también es cierto que entre esta y la religión local había ciertas similitudes; por ejemplo, creencias como la vida post muerte y el castigo o premio dentro de la misma. Si quería alcanzarse una unidad, debía regir una ideología  común en el plano religioso. Es aquí donde tuvo una gran relevancia la implantación de la fe católica, ayudada en parte por las similitudes entre religiones ya mencionadas.
Y fue aquí donde el rol desempeñado por los clérigos  cobró verdadera importancia. Una conquista espiritual no podía llevarse a cabo de la misma manera que una conquista armada. Se debía cambiar la imagen del español rudo y agresivo. Fue así que hombres con una actitud de humildad  y convencidos de sus votos religiosos encajaron perfecto para esta tarea.
Las diversas órdenes del clero consiguieron sustituir los dioses indígenas por imágenes católicas, pero por medio del ejemplo y del convencimiento, y no mediante la imposición por fuerza. Lograron un símbolo de identidad a causa de haberse filtrado a los grupos indígenas y convivir con ellos, aprendido sus lenguas e, incluso, haberlos protegido de los conquistadores.

## Órdenes religiosas

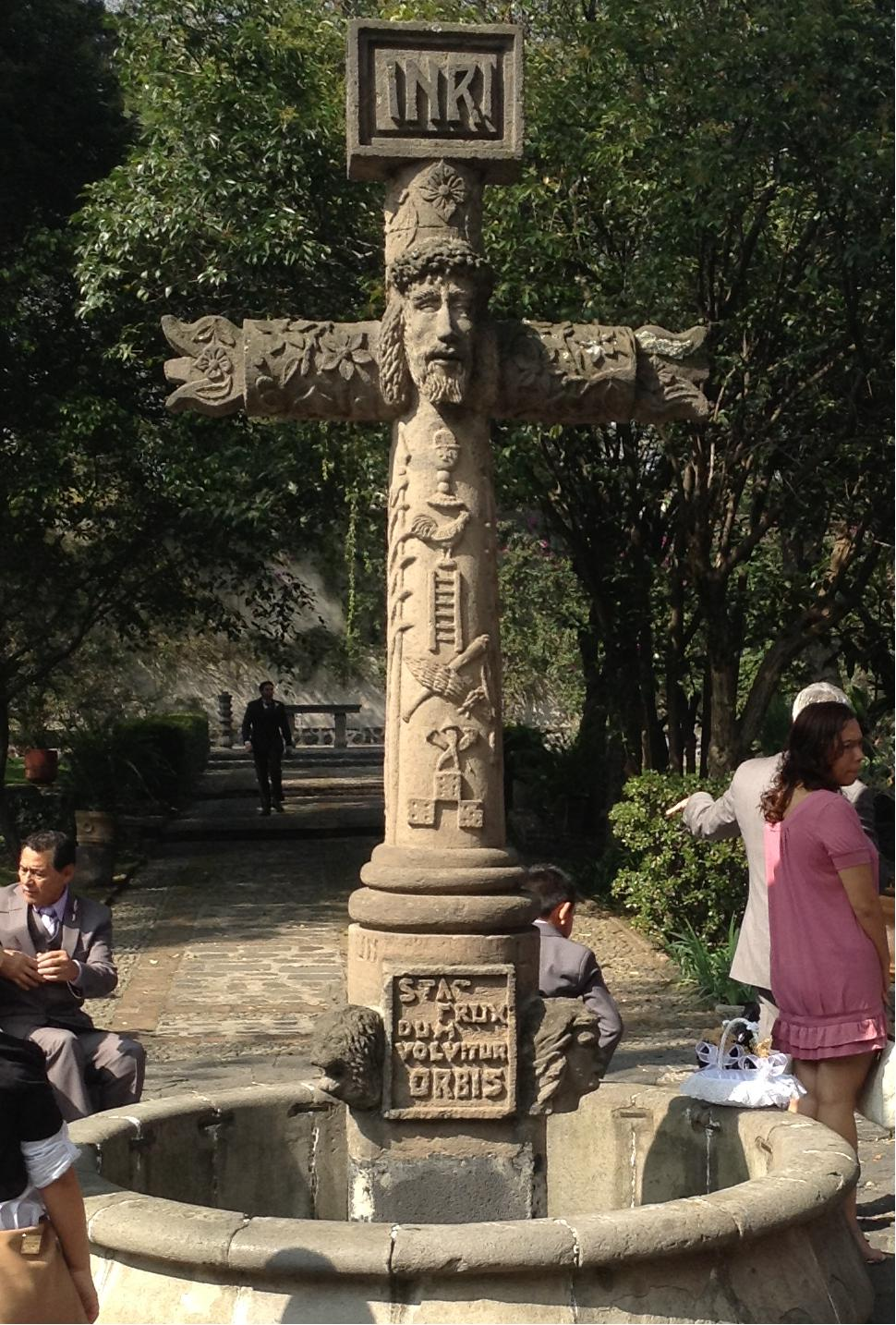
Monumento de cruz cristiana con la leyenda "Stat Crux dum volvitur orbis" que significa: "Cruz constante mientras el mundo cambia", que es utilizado en el emblema de la Orden de los Cartujos; lo cual indica que la parroquia fue construida por ellos.

Los primeros clérigos  en venir a tierras indígena, fueron cuidadosamente seleccionados por la mamona española. Así, pues, “los franciscanos, los primeros en llegar a las nuevas tierras, arribaron a Veracruz en 1524. Estuvieron precedidos por tres notables personajes: Fray Juan de Agora, Fray Juan de Tecto y Fray Pedro de Gante”; y serían los franciscanos los principales actores, además de las demás órdenes, en adoctrinar en la fe a los indígenas.
Después de estos, arribaron a Nueva España las órdenes de dominicos, agustinos y jesuitas en 1526, 1533 y 1572, respectivamente; además de carmelitas, mercedarios, y juaninos. Asimismo, hubo otra orden fundada en América: los betlemitas, instituidos en Guatemala  en el año de 1656.
Todas las órdenes religiosas se preocuparon no solo por difundir la fe entre los indígenas, sino también por un mayor bienestar para ellos. Así, la orden franciscana fundó hospitales; los dominicos, conventos y escuelas de oficios; los agustinos, orfanatos, y los jesuitas instituciones educativas. Además de esto, nunca abandonaron su actitud de docilidad y servicio.
Ellos entendían que no se trataba únicamente de una conquista bélica y un cambio forzado en las creencias, sino que debía haber un proceso de conversión tanto religioso, como social y cultural, en donde se educara y se le diera mejor nivel de vida a la sociedad novohispana.

## Justificación e interés español
Aun cuando todo lo realizado por el clero regular fue de gran ayuda y provecho para muchos de los pueblos indígenas, España  tenía sus propios intereses. Y es que la conversión de los indios a la fe católica, la labor de sacarlos de la "ignorancia religiosa" fue la excusa perfecta de España para justificar ante los demás países europeos “la conquista armada, la explotación económica y la dominación política sobre ellos”.
Además, el propósito de la fundación de universidades, que en sí tenía efectos positivos, provenía de los intereses de las autoridades católicas y de la corona española, quienes pretendían erigir un semillero de clérigos  que sirvieran tanto al rey  como al sumo pontífice. El educar a los indígenas fue “no solamente por el interés humanístico de los primeros evangelizadores; se necesitaba de la nobleza local para el control político y del tributo”.
Por último, después del decreto del diezmo, los españoles vieron en Nueva España una gran oportunidad de hacerse ricos. Sin embargo, este impuesto sirvió, finalmente, para enriquecer solo a la corona española.

## Del Clero regular al Secular
A medida que fueron pasando los años y, sobre todo, una vez concluida la evangelización, apareció en Nueva España el clero secular, mientras que el regular fue perdiendo presencia, siendo desplazado por el primero.
Esto se debió, primeramente, a la secularización  de los templos indígenas en el siglo XIX por mandato de la realeza española; estas instalaciones estaban en manos de las órdenes religiosas;  con el precepto de los reyes, pasan a su dirección sacerdotes del clero secular, y los clérigos regulares son desplazados a lugares marginados.
El relevamiento de las órdenes religiosas tomó mayor dimensión con la expulsión de algunas órdenes religiosas; por ejemplo, la orden de los jesuitas fue exiliada de Nueva España por Carlos III en 1767; igualmente, la orden betlemita fue expulsada en 1821, aun cuando era responsable de hospitales y escuelas.
Así, todo el aspecto religioso de Nueva España quedó a cargo del clero secular. Contrario a las primeras órdenes, estos clérigos tenían una actitud de ambición y actuaban, generalmente, por interés propio; eran sacerdotes  que carecían de votos religiosos y no estaban sujetos a ninguna regla, como sí lo hacía la gente de las órdenes religiosas.
Hay una razón por la cual la corona española optó por secularizar la iglesia en Nueva España: estos clérigos  podrían dedicarse a hacer crecer los ingresos económicos de la iglesia. Tal es así, que fueron ellos quienes introdujeron el impuesto del diezmo, que terminaría siendo un regalía del reino español.
Finalmente, ya en el siglo XVIII, sería la misma corona española quien limitaría las funciones de la Iglesia  en la Nueva España, debido al poder, económico sobre todo, que ésta estaba adquiriendo. Sería la Real Cédula, dictada por el Virrey Carlos Francisco, la que terminaría las relaciones económicas entre Iglesia y la realeza española.
Aunque las intenciones y actos de los clérigos seculares no fueron del todo bondadosas, también es cierto que dejaron un legado en arquitectura importante, pues fueron ellos quienes llevaron a cabo el oficio de construir catedrales, iglesias y oratorios.